# Juan Bautista Gual y Curvelo
Juan Bautista Gual y Curvelo (n. en Cumaná, Venezuela, el 5 de abril de 1757 - m. en León, Nicaragua, el 17 de septiembre de 1816) fue un militar indiano, que fue intendente de León de Nicaragua y jefe político de la Provincia de Nicaragua y Costa Rica.
Sus padres fueron el coronel español Mateo Gual y Puello y la criolla Josefa Inés Curvelo e Ibieta. Su progenitor fue un distinguido militar que ejerció cargos de responsabilidad, como los de gobernador de la provincia de Cumaná y comandante de La Guaira y Puerto Cabello. Hermano suyo fue Manuel Gual.
Fue teniente y ayudante mayor militar del batallón fijo de infantería de Campeche. Efectuó una inspección de los establecimientos ingleses de Cayo Cocina, río Sibún, Valiz, Norte, Nuevo y Hondo en Belice, sobre lo que redactó un interesante informe.Le fue conferido el grado de capitán en 1790. 
El 17 de octubre de 1812 el Consejo de Regencia de la Monarquía Española lo designó como intendente de León de Nicaragua y jefe político de la provincia de Nicaragua y Costa Rica. Tomó posesión de esos cargos en 1814. 
Su autoridad sobre Costa Rica fue de corta duración, ya que poco después de su toma de posesión se tuvo noticia de la restauración del absolutismo por el rey Fernando VII y de la extinción jurídica de la Provincia de Nicaragua y Costa Rica. Mantuvo, sin embargo, su condición de intendente de León de Nicaragua hasta su muerte, ocurrida en la ciudad de León el 17 de septiembre de 1816.
- Datos: Q5947747